# Возвращение Монте-Кристо
«Возвращение Монте-Кристо» (фр. Sous le signe de Monte-Cristo, «Под знаком Монте-Кристо») — художественный фильм.

## Сюжет
В этой осовремененной версии знаменитого романа Александра Дюма Эдмон Дантес в 1947 году был ложно обвинен в связях с фашистами и отправлен за решетку. Однако ему удалось сбежать из тюрьмы в Южную Америку, где удача, наконец, улыбнулась бывшему заключенному. И вскоре на берег Франции спускается таинственный незнакомец, скрывающийся под именем Монте-Кристо...

## В ролях
- Поль Барж — Эдмон
- Клод Жад — Линда
- Анни Дюпре — Мария
- Пьер Брассёр — Фариа
- Мишель Оклер —  Вильфор
- Раймон Пеллегрен — Морсер
- Поль Ле Персон — Бертуччо
- Жан Содре — Кадрусс
- Габриэль Гаскон — Луи, отец Линды
- Пьер Колле — друг Эдмона из аэроклуба
- Леонс Корне — судья
- Иска Хан — китаец
- Бернард Мюссон